# Любитів (гміна)
Гміна Любитів (пол. Gmina Lubitów) — сільська гміна в складі II-ї Речі Посполитої з центром у селі Любитів. Утворена 19 лютого 1921 року як одна із 15 сільських гмін Ковельського повіту Волинського воєводства.[джерело?] Гміна відносилася до Голобської поліційної округи. Проіснувала до вересня 1939 року, коли територія гміни перейшла до складу СРСР.

## Межі
Гміна Любитів на північному заході межувала з Ковельською міською гміною. З інших боків межувала тільки з сільськими гмінами: північ — з гміною Нєсухоєже (центр село Воля), північний схід — гміною Повурск, схід — гміною Голоби, південь — гміною Купичів, захід — гміною Турійськ. 

## Поселення
18 березня 1921 року Західна Волинь окупована Польщею. Волості було перетворено на ґміни, відповідно, адміністративна одиниця отримала назву ґміна Любітув. Волость входила до Ковельського повіту Волинського воєводства. Межі та склад колишньої волості збереглися, що й за Російської імперії та Української держави.
Польською окупаційною владою на території ґміни інтенсивно велася державна програма будівництва польських колоній і заселення поляками. На 1936 рік ґміна складалася з 22 громад:
1. Білашів — село: Білашів та урочища: Довгоноси, Крушина, Лана, Нивки, Пердечина, Свинорийське і Захора;
2. Білин — село: Білин та урочища: Дворище, Грани, Камінна, Кутелець, Лисиця, Лисищі, Перехристя, Пищики, Ріка, Рожок, Сивця, Став, Шкабара, Вовнищі й Застав;
3. Будище — село: Будище та урочища: Болотці, Буслівка, Дилянка, Криниця, Підерпа, Підлюботівщин, Підлипи, Підмалинник, Підворонщин, Заболоття, Загаття, Загороддя, Загребля, Залісок, Запотереб, Застадниця, Застінок і Заволоки;
4. Дроздні — село: Дроздні, маєток: Дроздні та урочища: Березця, Березина, Гнідищі, Коротке, Літинщина, Навтрия і Ворона;
5. Грушівка — село: Грушівка, колонія: Грушівка та урочища: Кута, Підгороватин і Широке;
6. Янівка — колонія: Янівка;
7. Каєтанівка — село: Каєтанівка та урочище: Закружі
8. Колодежне — село: Колодежне, маєток: Колодежне та урочища: Конішевщина, Малі Березинки, Підприслінське, Прислінське, Привороття, Стадниця, Ставок, Шия і Великі Березинки;
9. Колодниця — село: Колодниця;
10. Любитів — село: Любитів, урочища: Дубове, Коломлина, Ліски, Потереби, Привороття, Ритне, Рижиць, Великі Вільки, Загуменки, Запуст і Застінок та залізнична станція: Любитів;
11. Мар'янка — село: Мар'янка та урочище: Котильне;
12. Перковичі — село: Перковичі, маєток: Перковичі та урочища: Батинь, Гора, Колодневе, Колочерця, Ліски, Оснебора, Пісок, Піщанка, Підбродом, Підтерном, Пругин та Жолоби;
13. Радомлі — колонія: Радомлі;
14. Рокитниця — село: Рокитниця, колонії: Ягідне і Пересіка, маєтки: Пересіка і Рокитниця та урочища: Довга Нива, Городища, Підкадуб, Підкриниця, Постояння, Провалля, Селища, Вали, Забобрівка і Залоселиця;
15. Станіславівка — колонія: Станіславівка;
16. Стеблі — село: Стеблі, урочища: Березина, Білинські Нивки, Дубрівки, Грани, Круги Стебельські, Підясень, Преська, Пукалівка, Рудка, Волотаха, Задвір і Замутощі та залізнична станція: Стеблі;
17. Уховецьк — село: Уховецьк, маєток: Уховецьк та урочища: Берестечко, Березовець, Голоба, Гачищі, Кобилець, Косина, Ладовець, Осепса, Перевісь, Толока, Волочки, Заболоття, Заглиння, Зміна і Жовтовець;
18. Волошки — село: Волошки, маєток: Волошки та урочища: Багон, Чистолужа, Дубне, Добриня, Домалнис, Кут-Заклуня, Сидильне, Суховірш і Залісся;
19. Ворона — село: Ворона, маєток: Ворона та урочища: Лузги і Підкошира:
20. Вілька Любитівська — село: Вілька Любитівська та урочища: Града, Гвоздятин, Потереба і Стягель;
21. Засмики — колонія: Засмики;
22. Застав'я — село: Застав'я, маєток: Застав'я та урочища: Хлібин, Калинник, Вербинник і Запуче.

Після радянської анексії західноукраїнських земель ґміна ліквідована у зв'язку з утворенням районів. Нині громади, що входили до складу гміни, належать до Білашівської, Гайківської, Дрозднівської, Колодяжненської, Клюської, Любитівської, Радошинської, Скулинської та Уховецької сільських рад, в межах сучасних Ковельського та Турійського районах.

## Історія
- За підпорядкування Російській імперії існувала Любитівська волость, яка відносилася до Ковельського повіту, Волинської губернії.
- З часів СРСР і донині існує Любитівська сільська рада.